# Dodo Tschitschinadse
Dodo Tschitschinadse (georgisch დოდო ჭიჭინაძე; * 28. Dezember 1924 in Kutaisi; † 3. November 2009 in Tiflis) war eine georgische Film- und Theaterschauspielerin.

## Leben
1944/1945 beendete sie die Schauspielschule in Tiflis (Georgian Film Artists Studio) und schloss sich 1949 der Theatertruppe namens „Mardzhanishvili“ im Tiflisser Theater an. Über 10 Jahre war sie die Lead actress am Marjanishvili Drama Theatre in Tbilisi. Bereits 1960 wurde Dodo Chichinadze „Honoured Art Worker of Georgia“ und 1976 wurde ihr die Ehrung „Volkskünstler Georgiens“ verliehen. Am 2. Oktober 2009 ehrte sie der georgische Staat mit einem Stern vor dem Rustaweli-Theater in Tblissi.
Neben ihrer Theaterkarriere wurde Dodo Chichinadze auch durch Filme bekannt. Ihre erste Filmrolle – hatte sie 1945 als Ketevan (Qetevan) in dem Film „David Guramishvili“ von Nikoloz Sanishvili
und Joseb Tumanishvili.
Es folgten sowjetische und georgische Filme, in denen Dodo Chichinadze durch ihre Herzlichkeit und ihren Charme, sowie ihre exzellente Schauspielkunst die Zuschauer und Kritiker im In- und Ausland begeisterte.
Ihre Ausstrahlung und ihre überzeugende menschliche Darstellung der Charaktere führte dazu, dass sie in westlichen Filmkritikerkreisen öfters als „die Sophia Loren des Osten“ bezeichnet wurde. Es herrschte die Meinung vor, dass ohne den „eisernen Vorhang“ und Reglementierungen des Kalten Krieges Dodo Chichinadze in einem Atemzug mit Sophia Loren und Gina Lollobrigida genannt worden wäre. Dadurch, dass viele sowjetische Filme den Weg ins restliche Europa nicht fanden und auch die Theaterreisen in dieser Zeit sehr beschränkt waren, blieb Dodo Chichinadze für die meisten westlichen Zuschauer unbekannt, während sie in den östlichen Ländern, vor allem in der Sowjetunion, beliebt war.

## Filmografie (Auswahl)
- 1945: Dawit Guramischwili
- 1952: Glücksstrahlende Augen (Bednieri shekhvedra)
- 1955: Tsiskara
- 1955: Chrichina
- 1956: Bashi-Achuki
- 1959: Nino
- 1960: Shetskvetili simgera
- 1987: Oromtriali
- 1992: Valsi Pechoraze
- 2004: Djen prischjol